# Daniel Kirkwood
Daniel Kirkwood, född 1814 i Harford, Maryland, död 1895, var en nordamerikansk astronom.
Kirkwood blev 1851 professor i matematik vid Delaware college och 1856 vid Indiana-universitetet i Bloomington. Han vann stor ryktbarhet genom sina undersökningar av asteroidernas banor. Han upptäckte det märkvärdiga förhållandet, att asteroiderna i allmänhet är förenade i grupper på olika solavstånd, skilda åt genom relativt tomma luckor. Redan 1866 försökte han förklara detta som en följd av planeten Jupiters störande inverkan på dessa kroppars rörelse. Dessa "luckor" kallas idag Kirkwoodgap.
Mycket bekanta är även hans undersökningar av planetsystemets bildande, av Saturnusringens delningar och av sambandet mellan kometerna och meteorsvärmarna.

## Eftermäle
Det 1900 inrättade observatoriet i Bloomington fick till hans ära namnet
"Kirkwood-observatoriet".
Nedslagskratern Kirkwood på månen och asteroiden 1578 Kirkwood är uppkallad efter honom.